# MHC Beuningen
Mixed Hockey Club Beuningen is een Nederlandse hockeyclub uit Beuningen.
De club werd in 1981 opgericht. Het eerste herenelftal komt uit in de 1e klasse, bij de dames komt het eerste elftal uit in de 2e klasse.
De hockeyclub MHCBeuningen ligt in sportpark de Ooigraaf in Beuningen met onder andere ook sportverenigingen zoals Beuningse Boys (Voetbal) en NAS (Korfbal).